# エレコム神戸ファイニーズ
エレコム神戸ファイニーズ（エレコムこうべファイニーズ、英: Elecom Kobe Finies）は、日本の兵庫県神戸市に本拠地を置くアメリカンフットボールのクラブチーム。Xリーグ1部のX1 Superに所属。
メインスポンサーは大阪に本社を置くコンピュータ周辺機器メーカーのエレコム。

## 歴史

### 創成期
創設は1975年。滋賀県長浜市周辺の5つの高等学校のアメリカンフットボール部のOBを中心に「湖北ファイニーズ」として結成。ファイニーズ(FINIES)の名はその5つの高校（Five High School）から集まった選手たちの活力（Energies）を一つにという意味合いでつけられたものであった。当初は滋賀県が本拠だったが大阪府に本拠を移した後、1987年にトイレタリーメーカー・サンスターを冠スポンサーに迎え、「サンスター・ファイニーズ」とチーム名も改めた。

### サンスターファイニーズの時代
サンスターの支援が始まるとチームは有力選手の獲得によるチーム強化に着手する。関西学院大学ファイターズ出身のQB芝川龍平、京都大学ギャングスターズ出身のWR福島伸一郎、そしてこの伝説のドリームチームを支えた日本一のディフェンスラインの異名を誇る近畿大学クリムゾンデビルス出身のDL神山康二、京都大学ギャングスターズ出身のDL佐々木丈ら関西学生リーグの各チームの代表的な選手を揃え、1991年と1993年、共に松下電工インパルス（現パナソニック インパルス）を下して東京スーパーボウル出場(現ジャパンXボウル)を果たす。特に1993年には当時を代表する京大出身のQB東海辰弥率いるアサヒビールシルバースターと対戦、0-13で惜敗するが、実業団チームが全盛だった当時としては、社会人選手権史上初のクラブチーム同士の対決として話題を呼んだ。この他、1995年、1996年の西日本社会人選手権（春季ゲーム）連覇、またXリーグ発足の1997年にもファイナル6進出を果たすが、初戦で敗退する。

### マイカルベアーズとの激闘
ファイニーズがチームとしてピークを迎えたこの頃、西日本ブロックでは実業団チームとしてマイカル･ベアーズ（現･クラブベアーズ）が急成長を遂げており、チームは、それまでの打倒松下電工の目的を果たす前に、まず、マイカルを倒さなければならない状況となった。両チームの秋季リーグ戦での対戦は1992年の初対決で20-20と引き分けて以降、マイカルが2001年に2部降格になるまで、松下電工への挑戦権を掛けた激しいゲームを幾度も展開している。当時の社会人協会のゲーム解説やメディア等でも両者のゲームにおいて「因縁の対決」といった惹句がしばしば用いられている。

### 低迷の時代、そして神戸へ
1999年にサンスターとのスポンサード契約が終了した頃から、チームの迷走が始まる。当時のチーム関係者と地元のアメリカンフットボールファンが中心となって任意組織「ファイニーズ・フットボールクラブ」として運営を続け、2001年には特定非営利活動法人の認証を得た。しかし、戦力は整わず、順位も下降を続け、2003年には2部降格も経験したが、2004年には1年でXリーグ1部に復帰。創部30周年にあたる2005年に神戸市とその周辺地域を本拠と定め「神戸ファイニーズ」として再出発を図ることになった。初年度である2005年秋季リーグ戦は0勝5敗の6位（入替戦に勝利しXリーグ残留）。2006年シーズンから神戸市にあるビジネスプロセスコンサルティング、人材ビジネスを主とするベンチャー企業グループエス・アール・シーグループがスポンサーに就き、チーム名もSRC神戸ファイニーズに変更された。同年の秋季リーグ戦は3チームが1勝4敗で並んだが得失点差で4位となった。2007年は初戦の松下電工戦こそ健闘したものの2戦目以降失速して5位にとどまる。2008年は内外電機マーヴィーズに初勝利、ディビジョン1位となったアサヒ飲料チャレンジャーズとも互角に戦うが、主力の怪我等が響いてファイナル6を逃すも2勝3敗の3位。2009年4月、コンピュータ周辺機器メーカー、エレコム株式会社とのスポンサー契約を発表し、チーム名をエレコム神戸ファイニーズに変更。SRCも引き続きスポンサーを務める。

### エレコム神戸以降
2009年に神戸移転以来、2部への転落こそ免れてきたものの、Final6やSuper9への進出は果たせずにいた。しかし徐々に支援企業の増加やチーム改革を進めたことで資金力・チーム力を強化。2014年に21年ぶりにウェストディビジョン制覇を成し遂げた。
2019年にリーグ編成が変更され、Super・Area制となってからは、一度も降格することなくSuperに所属している。しかしタイトル獲得経験はなく、コロナウイルス感染症による短縮日程を除くと、2022年の3位が最高位である。

## 文化

### 本拠地
本拠とする神戸には神戸市王子スタジアムがあり、長居球技場と共にXリーグウェストディビジョンの主力会場の一つである。

### チアリーダー
チームのチアリーディングチームとして、『エレコム神戸ファイニーズチアリーダーズ』が活動している。スポーツエンターテイメント事業の一環として、チームの柱となっている。

## タイトル

### 社会人リーグ
東京スーパーボウル(1987年～2002年)
- 優勝：なし
- 準優勝：2回（1991, 1993）

ジャパンXボウル(2003年～2020年)
- 優勝：なし
- 準優勝：なし

ライスボウル(2021年～)
- 優勝：なし
- 準優勝：なし

()内はシーズン年度

### 社会人VS学生大会
ライスボウル(～2021年)
- 出場なし

()内はライスボウル開催年

## 成績

### 秋季リーグ戦成績
|  |  |  | 優勝 |  | 準優勝 |  | 昇格 |  | 降格 |

#### 2008年まで（2ステージ制）
| 年度 | 所属   | レギュラーシーズン | レギュラーシーズン | レギュラーシーズン | レギュラーシーズン | Final6（プレーオフ）                           |
| 年度 | 所属   | 勝                 | 敗                 | 分                 | 順位               | Final6（プレーオフ）                           |
| ---- | ------ | ------------------ | ------------------ | ------------------ | ------------------ | ---------------------------------------------- |
| 2003 | X2     | 5                  | 0                  | 0                  | 1位                | X-X2入替戦勝利（対サイドワインダーズ）、X1昇格 |
| 2004 | X WEST | 1                  | 5                  | 0                  | 5位                | —                                              |
| 2005 | X WEST | 0                  | 5                  | 0                  | 6位                | X-X2入替戦勝利（対クラブベアーズ）、X残留      |
| 2006 | X WEST | 1                  | 4                  | 0                  | 4位                | —                                              |
| 2007 | X WEST | 1                  | 4                  | 0                  | 5位                | —                                              |
| 2008 | X WEST | 2                  | 3                  | 0                  | 3位                | —                                              |

#### 2009年-2015年（3ステージ制）
| 年度 | 所属   | 1stステージ | 1stステージ | 1stステージ | 1stステージ | 2ndステージ     | Finalステージ                      |
| 年度 | 所属   | 勝          | 敗          | 分          | 順位        | 2ndステージ     | Finalステージ                      |
| ---- | ------ | ----------- | ----------- | ----------- | ----------- | --------------- | ---------------------------------- |
| 2009 | X WEST | 2           | 3           | 0           | 4位         | Battle9：1勝1敗 | —                                  |
| 2010 | X WEST | 2           | 3           | 0           | 4位         | Battle9：2勝    | —                                  |
| 2011 | X WEST | 2           | 3           | 0           | 4位         | Battle9：1勝1敗 | —                                  |
| 2012 | X WEST | 2           | 3           | 0           | 4位         | Battle9：2勝    | —                                  |
| 2013 | X WEST | 2           | 3           | 0           | 4位         | Battle9：2勝    | Battle9Final：敗戦（対オール三菱） |
| 2014 | X WEST | 5           | 0           | 0           | 1位         | Super9：2敗     | —                                  |
| 2015 | X WEST | 4           | 4           | 0           | 3位         | Super9：2敗     | —                                  |

#### 2016年-2018年（2ステージ制）
| 年度 | 所属   | レギュラーシーズン | レギュラーシーズン | レギュラーシーズン | レギュラーシーズン | プレーオフ                               |
| 年度 | 所属   | 勝                 | 敗                 | 分                 | 順位               | プレーオフ                               |
| ---- | ------ | ------------------ | ------------------ | ------------------ | ------------------ | ---------------------------------------- |
| 2016 | X WEST | 3                  | 5                  | 0                  | 2位                | クオーターファイナル敗退（対オービック） |
| 2017 | X WEST | 4                  | 4                  | 0                  | 2位                | クオーターファイナル敗退（対富士通）     |
| 2018 | X WEST | 5                  | 4                  | 0                  | 2位                | クオーターファイナル敗退（対IBM）        |

#### 2019年-現在（Super・Area制）
| 2019 | X1 Super | 3  | 4  | 0 | 4位  | 準決勝敗退                               |                        |                        |                        |
| 2020 | X1 Super | 1  | 2  | 0 | 3位  | 短縮日程のため出場なし                   | 短縮日程のため出場なし | 短縮日程のため出場なし | 短縮日程のため出場なし |
| 2021 | X1 Super | 1  | 5  | 1 | 7位  | ―                                        |                        |                        |                        |
| 2022 | X1 Super | 3  | 1  | 1 | B3位 | セミファイナル敗退（対富士通）           |                        |                        |                        |
| 2023 | X1 Super | 2  | 2  | 1 | B3位 | クォーターファイナル敗退（対オービック） |                        |                        |                        |
| 合計 | 合計     | 10 | 14 | 3 |      |                                          |                        |                        |                        |

※2022年からはX1 SuperがDiv.AとDiv.Bの2ディビジョンに分かれて実施。

## チーム名の変遷
| 期間            | チーム名称                     |
| --------------- | ------------------------------ |
| 1975年 - 1986年 | 湖北ファイニーズ               |
| 1987年 - 1999年 | サンスターファイニーズ         |
| 2000年          | 湖北ファイニーズ               |
| 2001年 - 2004年 | ファイニーズフットボールクラブ |
| 2005年          | 神戸ファイニーズ               |
| 2006年 - 2008年 | SRC神戸ファイニーズ            |
| 2009年 - 現在   | エレコム神戸ファイニーズ       |